# Богдан-E231
Богдан Е231 — 14,1–метровый низкопольный городской троллейбус, первый из трёхосных низкопольных троллейбусов на Украине. Выпускался в 2007-2008 году, корпорацией «Богдан».

## История создания
Богдан Е231 стал первым 14-метровыми троллейбусом, построенным на Украине, начал проектироваться в 2006 году. Собирать их начали в марте 2007 года, первые два кузова были сделаны в Черкасах, однако электрооборудование монтировались на Луцком автомобильном заводе. По кузову, шасси и низковольтному электрооборудованию троллейбус Е231 унифицирован с автобусом А231. Оригинальная конструкция кузова, проверенная временем и эксплуатацией, обеспечивает максимальную прочность и пассивную безопасность каркаса. Первые три троллейбуса в начале осени 2007 года проходили пробную эксплуатацию в Киеве, где они и остались. За время эксплуатации у них был выявлен ряд недостатков (хотя и преимуществ эти троллейбусы имеют тоже много). В феврале 2008 года их было выпущено ещё 5 и оставлены в Луцке, где они работают до сих пор. Модель сейчас снята с производства, Луцкий автомобильный завод перешёл к выпуску другой линейки троллейбусов, начиная со 2 презентационных Богдан Т501.11, заканчивая новым 15-метровым Богдан Т801.10, в котором было решено подавляющее большинство проблем данного троллейбуса.
Всего Е231 выпущено 8 штук, 5 работают в Луцке и 3 в Киеве. Стоимость троллейбуса составляет 1 миллион 60 тысяч гривен. Из-за большой длины, и зелёной окраски, пассажиры их прозвали «крокодилами».

## Богдан E-231

### Технические характеристики
На троллейбусе применено высоковольтное электрооборудование чешской фирмы Cegelec на IGBT. Основными компонентами Cegelec является статический преобразователь, который обеспечивает преобразование напряжения контактной сети 600 В в постоянное 24 В и 3-х фазное преобразование в напряжение 400 В для питания вспомогательных электродвигателей. Контейнер, в котором расположен блок IGBT, адаптирован для управления тяговым двигателем ДК211БМ мощностью 175 кВт, расположенного по левому борту троллейбуса, который через трёхзвенный кардан передаёт крутящий момент на задний мост фирмы Rába. Передняя и поддерживающая оси также изготовлены фирмой Rába, при этом при поворотах поддерживающая ось «подруливает» за счёт оригинальной системы управления.
Применены удобные кресла с мягким покрытием сидения и спинки. Для безопасности пассажиров пол выполнен из нескользкого покрытия. На перилах по всему салону расположены кнопки вызова водителя, на передней накопительной площадке предусмотрены места для инвалидной коляски и отдельная кнопка вызова водителя. Двери открываются внутрь, система управления дверьми обеспечивает режим принудительного реверсирования с рабочего места водителя и противозажимную защиту при наличии препятствия при закрытии дверей.

## Преимущества и недостатки Богдан Е231
Преимущества:
- троллейбус особо большой вместимости, способный перевозить до 153 пассажиров;
- унификация с автобусом Богдан А231
- несмотря на габариты мобильный и хорошо управляемый;
- использование безосколочного лобового и бокового стекла;
- использование IGBT- транзисторной системы управления, с помощью которой способно экономить 30-40 % электроэнергии, присутствие рекуперации:

1. IGBT-транзисторная система управления производства Cegelec (Чехия)
2. Мосты производства Rába
3. Использование комплектующих (в том числе и кузова) от Богдан А231.

- ресурс кузова не менее 15 лет;
- оборудование системы противозажатия пассажиров, и блокировки хода при открытых дверях;
- низкий уровень пола, 36 см вдоль всего кузова;
- наличие системы чистки кузова;
- высокий потолок в салоне, удобен для людей любого роста;
- широкий проход между рядами сидений в передней и средней части;
- возможность перевозки пассажиров-инвалидов в инвалидных колясках, присутствует выдвигающаяся рампа;
- хороша система отопления и вентиляции;
- хорошие динамические характеристики, плавный разгон, ход и торможение.

Недостатки:
- неудачная конструкция карданного вала;
- высокий уровень шума;
- узкий проход в задней части троллейбуса;
- отсутствие пассажирский дверей спереди и 1-створчатая в задней части троллейбуса;
- неудобная в использовании приборная панель;